# Rum för obemärkt (film)
Rum för obemärkt (originaltitel: The L-Shaped Room) är en brittisk dramafilm från 1962 i regi av Bryan Forbes. Manuset skrevs av Bryan Forbes, baserat på romanen med samma titel från 1960 av Lynne Reid Banks.

## Medverkande (urval)
- Leslie Caron – Jane Fosset
- Tom Bell – Toby
- Brock Peters – Johnny
- Cicely Courtneidge – Mavis
- Bernard Lee – Charlie
- Patricia Phoenix – Sonia
- Emlyn Williams – Dr. Weaver